# Ion Nestor
Ion Nestor (Focșani, 25 augustus 1905 – Botoșani, 29 november 1974) was een Roemeense historicus en archeoloog. Hij was hoogleraar archeologie aan de Universiteit van Boekarest, lid van de Roemeense Academie vanaf 1955, en meerdere andere wetenschappelijke organisaties in Roemenië en andere landen.
Nestor verrichtte archeologisch onderzoek in Roemenië en andere landen van de Balkan. Onder andere nam hij deel aan de opgraving van Sirmium.